# 221628 Hyatt
221628 Hyatt este un asteroid din centura principală de asteroizi.

## Descriere
221628 Hyatt este un asteroid din centura principală de asteroizi. A fost descoperit pe 26 decembrie 2006 din Munții Santa Catalina de A. R. Gibbs. Asteroidul prezintă o orbită caracterizată de o semiaxă mare de 3,13 ua, o excentricitate de 0,25 și o înclinație de 32,5° în raport cu ecliptica.